# Sphodromantis splendida
Sphodromantis splendida é uma espécie de louva-a-deus da família dos Mantidae, sendo encontrados na África.